# Agnes Joaquim

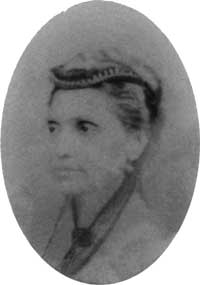
Agnes Joaquim

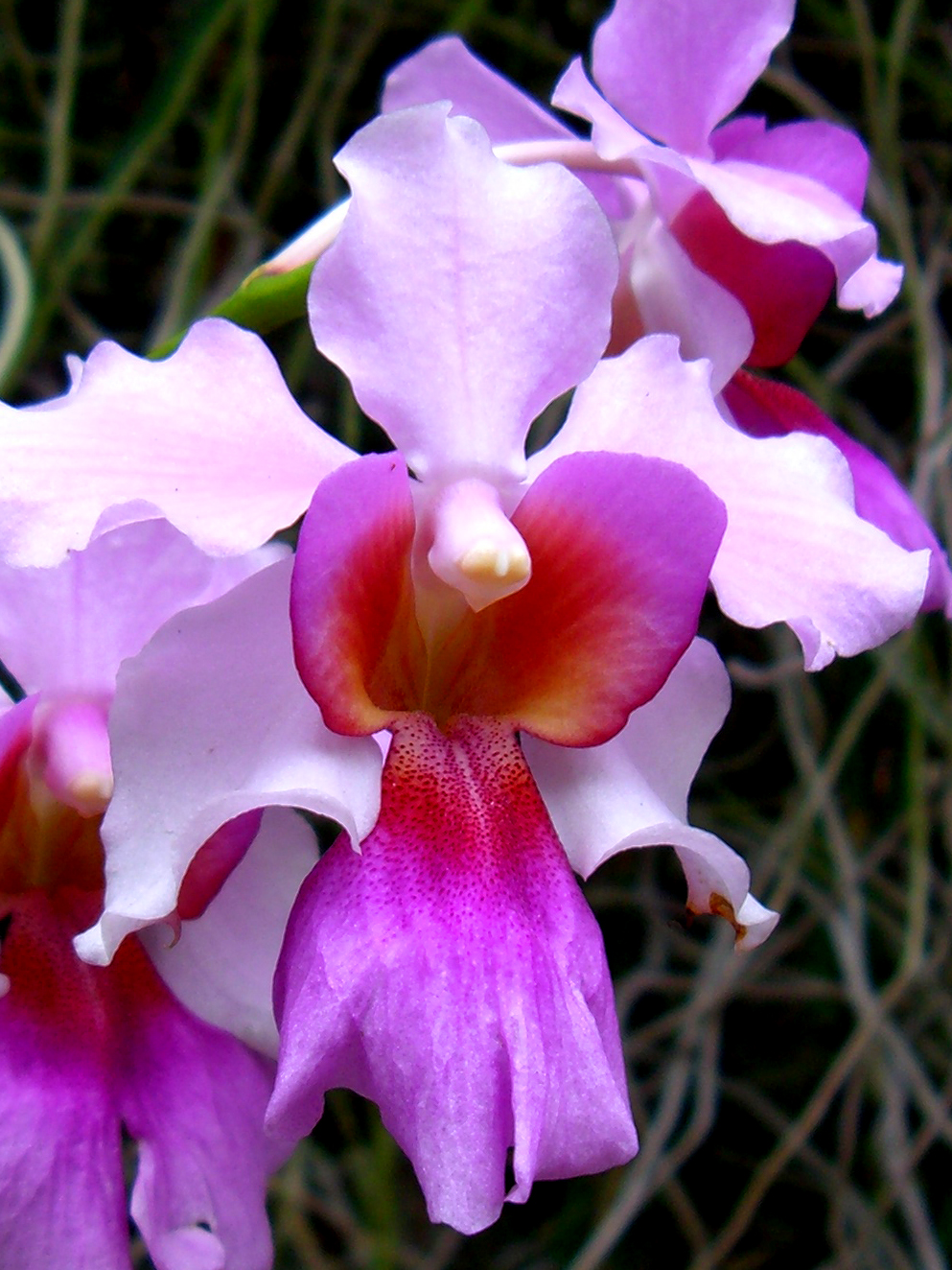
Vanda 'Miss Joaquim'

Agnes Joaquim (* 7. April 1854 in Singapur; † 2. Juli 1899 ebenda) war die Besitzerin eines Gartens in Tanjong Pagar. Die Orchideen-Hybride Miss Joaquim ist nach ihr benannt.
Agnes Joaquim gehörte zur armenischen Gemeinschaft in Singapur. Sie setzte sich ein für die armenische Kirche und die Arbeit in ihrem Garten. Im Jahr 1899 präsentierte sie auf einer Blumenschau ihre Vanda-Hybride. Es handelt sich dabei um eine Kreuzung der Arten Vanda hookeriana (heute: Papilionanthe hookeriana) und Vanda teres (heute: Papilionanthe teres). Der bedeutende Orchideenforscher Henry Nicholas Ridley bestätigte den Status als Hybride.
Am 15. April 1981 wurde diese Blume zur nationalen Blume Singapurs gewählt.
Soon beschreibt Vanda Miss Joaquim als natürliche Hybride, die 1893 im Garten von Agnes Joaquim gefunden wurde. Es wäre damit die erste natürliche Hybride, die von einer Orchidee gefunden wurde.
Einige Internetquellen gehen davon aus, dass es sich um eine künstliche Hybride handelt, die von Agnes Joaquim heimlich gekreuzt wurde.